# Narvi (måne)
Narvi er en af planeten Saturns måner. Den blev opdaget den 5. februar 2003 af Scott S. Sheppard, David C. Jewitt og Jan Kleyna, og fik lige efter opdagelsen den midlertidige betegnelse S/2003 S 1. Senere har den Internationale Astronomiske Union vedtaget at opkalde den efter jætten Narfe fra den nordiske mytologi, på engelsk Narvi. Månen Narvi kendes desuden også under betegnelsen Saturn XXXI.
Narvi har en for Saturns måner forholdsvis høj massefylde, og man formoder at den består af en blanding af vand-is og klippemateriale. Dens overflade er temmelig mørk og tilbagekaster blot 6 % af det lys, der falder på den.
| Astronomi | Spire Denne artikel om astronomi er en spire som bør udbygges. Du er velkommen til at hjælpe Wikipedia ved at udvide den. |